# Maryša Radoňová Šárecká
Maryša Radoňová-Šárecká, rozená Marie Emilie Bosáčková (6. prosince 1890, Praha-Nové Město – 15. října 1958, Praha), byla česká spisovatelka a překladatelka.

## Život
Narodila se 6. prosince 1890, v dobře situované pražské rodině učitele na obecné škole u sv. Štěpána v Praze Václava Bosáčka (1858). Otec byl rodilý z Příbrami, matka Milada Brožková (1856) byla ze Smíchova, vzali se 7. září 1887. Marie Bosáčková měla bratra Václava (1896).
Po otci patřila do rozvětveného příbramského rodu Bosáčků. Její strýci byli např. kněz a makovský poustevník P. Vincenc Bosáček či malíř a přítel Mikoláše Alše Josef Bosáček. Jméno Šárecká byl její pseudonym, který si zvolila již v počátcích své tvorby, podle údolí Divoká Šárka u Prahy. Pseudonym si 25. 8. 1921 nechala zapsat jako příjmení.
Do roku 1908 studovala dívčí gymnázium Minerva. Dostalo se jí vynikajícího vzdělání, vykonala státní zkoušky z francouzštiny, angličtiny a italštiny. Po většinu života se zabývala literaturou a dalšími osobním zájmy. Roku 1917 onemocněla nervovou chorobou. Po 1. světové válce pracovala na ministerstvu zahraničí jako redaktorka francouzského informačního bulletinu Gazette de Prague, v letech 1933–1938 vedla překladatelské oddělení. V roce 1938 se stala odborovým radou, v roce 1939 byla poslána do výslužby. S manželem podnikla řadu cest po Evropě i zámoří. Po německé okupaci se na ministerstvo vrátila a pracovala zde až do roku 1948 jako překladatelka. Zemřela 15. října 1958 v Praze, kde byla také pohřbena.

### Rodinný život
Dne 15. září 1921 se v Praze provdala za kontradmirála Bořivoje Radoně, který sloužil v Rakousko-uherské armádě jako velitel námořního letectva. Po svatbě se psala Radoňová–Šárecká. Některá díla vydala pouze pod jménem Radoňová.

## Dílo
Její dílo bývá literárními vědci charakterizováno jako sentimentální a melancholické se zaměřením na kulturní historii, patřící do středního proudu své doby. Prvotinu, drobnou prózu „Stín padl na duši“ vydala již v roce 1908. Jednalo se o sedm povídek s dekadentními náměty s erotickým podtextem. Knížka se stala malou senzací, protože autorkou na svou dobu odvážných textů byla sotva osmnáctiletá dívka. Další práce jí vyšla až v roce 1914, kdy vydala čtveřici povídek na téma intelektuálně nerovného vztahu mezi mužem a ženou, nazvanou „Bolestné oběti“. První skutečný román jí vyšel v roce 1917 pod názvem „Hlubiny štěstí“. Následovaly další, již víceméně konvenční tituly – povídková trilogie „Bettina“ román „Žebrák lásky“ a další, kritika jim vyčítala nepůvodní náměty i styl. Koncem 20. let 20. století se Šárecká poprvé pokusila o historickou beletrii a sice dramatem „Josef Jiří Švec“, ve kterém se zabývá známou postavou českého legionáře. Její zájem o historii ji přivedl k literatuře faktu. Od počátku 20. let se věnovala např. životu a dílu sochaře Františka Bílka, salónům 18.–19. století či běžnému životu na panovnických dvorech („Milenky královské“ z roku 1925). Vrcholem jejího úsilí v této oblasti se stala rozsáhlá pětisvazková práce „Z kulturních dějin lidstva“.
V době protektorátu, v roce 1940, vyšla její dnes nejznámější a podle některých i nejzdařilejší knížka, nazvaná „Pod Svatou Horou“, v níž kronikářským způsobem líčí život v Příbrami v letech 1850–1890 na příkladu osudů příbramských živnostníků a řemeslníků. Starosvětská idyla krejčovské rodiny je zde orámována barvitým popisem starodávných zvyků, hornických „parád“ či ohlasem pražského kulturního života. Psala též poezii, především lyriku (sbírky „Hlasy v proudu“, „Vůně domova“ či „Blaník a jiné básně“), ale bez valného úspěchu. Pokusila se i o historickou epiku, jediný epos „Mistr Bohuslav“ věnovala staviteli pražského Karlova.

### Básnické sbírky
- Hlasy v proudu, 1917
- Mistr Bohuslav, 1918
- Vůně domova, 1918
- Blaník a jiné básně, 1918
- Písně radosti, 1938

### Próza
- Stín padl na duši, 1908
- Paměti, 1909
- Bolestné oběti, 1914
- Hlubiny štěstí, 1917
- Bettina, 1921
- Žebrák lásky, 1921
- Z hor, 1921
- Osiřelá, 1924
- Osud hrdinův, 1924
- Tichá láska, 1925
- Junakova sudbina – Novi Sad: Zastava, 1927
- Pod Svatou Horou, 1940
- Za uměním, 1944

### Kulturněhistorické studie
- O životě a díle sochaře Františka Bílka, 1908
- Salony: s dobovými podobiznami, 1920
- Michal Bosák: stručný životopis a význam nášho šarišského rodáka, Prešov: Americko-slovenská banka, 1924
- Milenky královské, 1925
- Z kulturních dějin lidstva I.–V., 1931–1938
- Ozářené krby (české vlastenecké rodiny – František Palacký, Terezie Měchurová, František Škroup a další), 1945, Dělnické nakladatelství

### Drama
- Josef Jiří Švec: hra v osmi obrazech z veliké války – Praha-Dejvice: Kruh Starodružiníků, 1928

### Překlady
- Paměti – Marie Rolandová, 1909[5]
- Kometa krále Mirambola: komedie pro loutky o třech jednáních – Duranty; z francouzštiny, 1912
- Angelika – Neera; z italštiny; úvod František Sekanina; in: 1000 nejkrásnějších novel č. 67. Praha: J. R. Vilímek, 1914
- Vítězství manželovo: se vzpomínkou na Julesa Barbeye d’Aurevilly – Joséphin Péladan, 1920
- Inauguration des travaux du Parlement de Prague: message adressé par M. le Président E. Beneš a l’Assemblée Nationale de la République tchécoslovaque – Edvard Beneš; předmluva Václav Osvald. Praha: Orbis, 1946